# Tristaniopsis exiliflora
Tristaniopsis exiliflora là một loài thực vật có hoa trong Họ Đào kim nương. Loài này được (F.Muell.) Peter G.Wilson & J.T.Waterh. miêu tả khoa học đầu tiên năm 1982.